# Мефодий (Орлов-Соколов)
Епископ Мефодий (в миру Михаил Георгиевич Орлов-Соколов; 1774 — 12 (24) мая 1827) — епископ Русской православной церкви, епископ Нижегородский и Арзамасский. Проповедник.

## Биография
Отец его, Георгий Орлов, был из духовного звания.
В 1787 году поступил в Казанскую духовную семинарию.
В 1799 году, в возрасте 25-ти лет, рукоположен в сан священника, и, по распоряжению Казанского архиепископа Амвросия (Подобедова), направлен священником Рождественского собора города Свияжска.
Спустя год после этого лишился супруги и вскоре возымел намерение поступить в монашество. 20 июня (2 июля) 1802 года пострижен с именем Мефодий. По пострижении определён библиотекарем Казанской академии, публичным катехизатором и исправляющим должность строителя в Казанском Иоанно-Предтеченском монастыре.
4 (16) ноября 1803 года иеромонах Мефодий был утвержден действительным строителем Предтеченского монастыря и также присутствующим Казанской духовной консистории.
С 1805 по 1807 года преподавал в Казанской духовной академии на должности учителя богословия и русского языка.
1 (13) января 1808 года назначен учителем в Петербургском коммерческом училище.
С 9 (21) февраля 1811 года — архимандрит Лютикова Троицкого монастыря Калужской епархии.
13 (25) февраля 1812 года переведен в Акатов Алексеевский монастырь в городе Воронеже. 8 апреля, того же года, назначен ректором Воронежской семинарии, которую занимал до 28 августа (9 сентября) 1819 года, и благочинным монастырей Воронежской епархии.
28 февраля (12 марта) 1826 года хиротонисан во епископа Нижегородского и Арзамасского и 19 октября, того же года, уволен на покой по болезни.
Скончался 12 (24) мая 1827 года в Макариевом Желтоводском монастыре, где и погребён.

## Награды
22 сентября (4 октября) 1804 года награжден набедренником.
14 (26) ноября 1808 года награжден золотыми часами от императрицы Марии Феодоровны.

## Сочинения
- «Слово, говоренное в коммерческом училище» (СПб., 1808)
- «Слово на день рождения Императрицы Марии» (ib., 1811)[6].
- «Священная История Ветхого Завета» (СПб., 1811).